# Hin Taghlar
Hin Taghlar (in armeno Հին Թաղեր?) o Kohne Taghlar (in azero Köhnə Tağlar) è una comunità rurale del distretto di Xocavənd in Azerbaigian, facente parte fino al 2020 della regione di Hadrowt' nella repubblica di Artsakh, già repubblica del Nagorno Karabakh, situata in una zona montuosa e isolata, sulle pendici meridionali del monte Dizapayt. 
Secondo il censimento del 2005 contava poco meno di duecento abitanti.
Il Monastero di Katarovank è situato nei pressi del villaggio.

## Storia

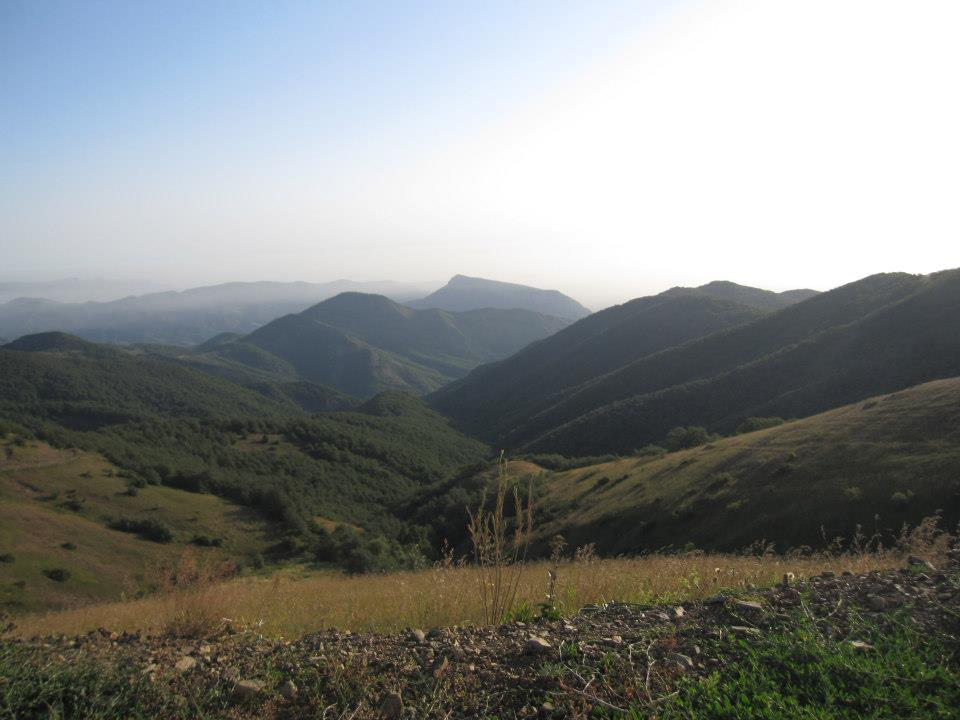
Paesaggio nei pressi del monte Dizapayt.

Il villaggio fu collettivizzato nel 1931-1932 e l'energia elettrica fu portata nel 1964. 220 residenti del villaggio combatterono nella Seconda guerra mondiale, di cui 100 morirono. Nel villaggio c'è un monumento commemorativo in onore dei caduti. Durante il periodo sovietico, il villaggio faceva parte del distretto di Hadrut dell'Oblast' Autonoma del Nagorno Karabakh. Dopo la Prima guerra del Nagorno Karabakh, il villaggio fu amministrato come parte della regione di Hadrut della Repubblica separatista di Artsakh. Hin Tagher, Khtsaberd/Chaylaggala e Katarovank divennero punti forti di resistenza dell'Artsakh durante la guerra del Nagorno Karabakh del 2020. Nonostante l'accordo di cessate il fuoco, sono scoppiati scontri intorno alla sacca armena in questa zona e Hin Tagher fu catturata dall'Azerbaigian il 12 dicembre 2020, mentre alcuni scontri continuavano nella zona. Le forze di peacekeeping russe arrivarono nell'area il 13 dicembre 2020. Successivamente, venne riferito che Hin Tagher e Khtsaberd/Chaylaggala passarono sotto il controllo dell'Azerbaigian, poiché le forze di pace russe rimossero l'area dalla loro mappa di responsabilità il 14 dicembre 2020.

## Monumenti e luoghi d'interesse
I siti del patrimonio storico nel villaggio e nei suoi dintorni includono un villaggio e delle khachkar risalenti al periodo compreso tra il IX e l'XI secolo, un cimitero del XVII secolo e la chiesa di Surb Amenaprkich (in armeno: Սուրբ Ամենափրկիչ, "Santo Salvatore"), risalente al XIX secolo.